# 마은
마은(馬殷, 852년 ~ 930년 12월 2일(음력 11월 10일))은 오대십국 시대의 초의 초대 국왕(재위：896년 ~ 930년)이다. 자는 패도(覇圖). 시호는 무목왕(武穆王).

## 생애
그는 목공(木工)이란 신분에서 시작해 하남의 군웅 진종권(秦宗權)의 무장 손유(孫儒)를 따라 회하(淮河)의 주변을 전전하였고, 손유의 사후 담주(潭州;현재의 장사시)에 들어가 호남 일대에 세력을 얻어 896년 호남 절도사가 되었다. 그 후 광서 방면에도 세력을 뻗쳐, 907년 주전충에 의해 후량이 건국되자, 후량에 입조하여 초왕에 봉해졌다. 그 후 후량이 후당에게 멸망당하자 후당에 입조하여 역대의 왕들은 모두 중원의 오대왕조에게 신하로써 복종하였다.
이것은 군사적으로 동쪽의 오나라에 대항하기 위해서였고, 경제적으로는 특산품인 차의 교역로를 차단하지 않기 위해서였다. 당시 차는 전국에서 수요가 있었고, 북쪽의 거란 등도 차를 원했다. 또한 차 이외에도 목화나 비단등의 산업을 진흥시켜, 호남-광서의 경제를 크게 육성하였다.
930년 마은이 죽자, 그의 20명 이상의 아들 사이에서 계승권 다툼이 일어났다. 결국 차남 마희성(馬希聲)이 즉위하였다.
| 전임 유건봉 | 무안군 절도사 896년 ~ 930년 | 후임 마희성 |

| 전임 후량 조정에 의해 책봉 | 제1대 초왕 907년 ~ 930년 | 후임 형양왕 마희성 |